# Anders Petersen
Anders Petersen (n. 16 decembrie 1899, Copenhaga, Danemarca – d. 28 aprilie 1966, Copenhaga, Danemarca) a fost un boxer ce a reprezentat Danemarca, medaliat olimpic. A participat la o ediție a Jocurilor Olimpice (1920) în care a câștigat o medalie de argint.

## Participări
Lista de mai jos prezintă principalele competiții la care a participat Anders Petersen de-a lungul carierei.
- boxing at the 1920 Summer Olympics – flyweight[*]